# الجامعة الإسلامية العالمية (إسلام آباد)

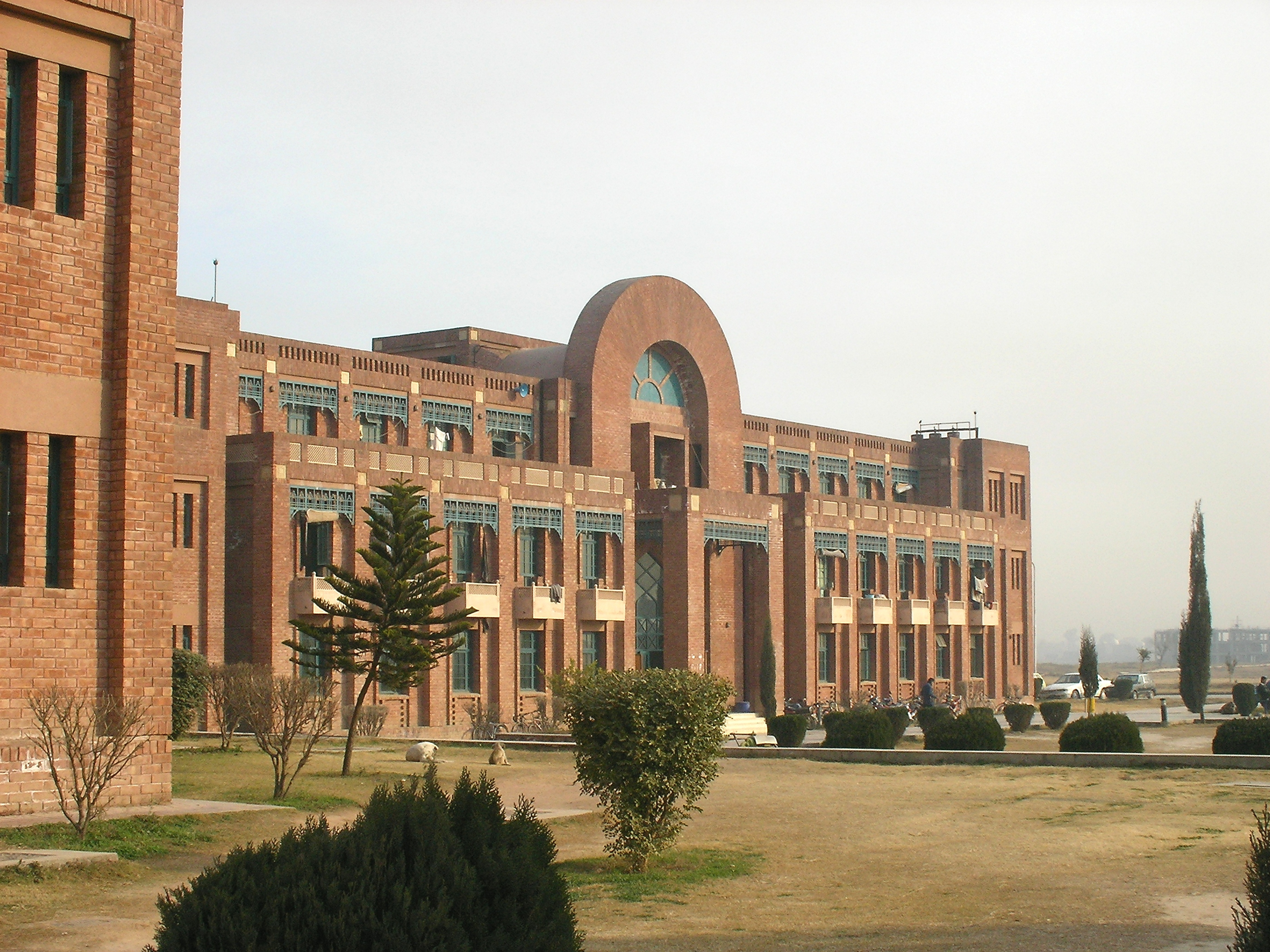

الجامعة الإسلامية العالمية إسلام آباد هي جامعة إسلامية تقع في مدينة إسلام آباد أسست على رأس القرن الهجري الخامس عشر 1400 هـ. تعد أكبر جامعة أسهمت في تعليم المجتمع الباكستاني.
الجامعة الإسلامية العالمية إسلام آباد (بالإنجليزية: International Islamic University Islamabad) جامعة إسلامية باكستانية. تقع في مدينة إسلام آباد، العاصمة الباكستانية. تأسست الجامعة عام 1980 بدعم من عدد من حكومات الدول الإسلامية من بينها المملكة العربية السعودية، ماليزيا، جزر المالديف، تركيا، باكستان وغيرها. و كذلك من منظمة المؤتمر الإسلامي. تدرس الجامعة ليس فقط العلوم الإسلامية بل كذلك العلوم الاجتماعية والعلمية الأخرى.
ونشأتها كانت نقطة تحول لبداية القرن الجديد رمزاً لتطلعات وآمال الأمة الإسلامية لنهضة إسلامية، ورغبة في إنتاج العلماء والممارسين القادرين على تلبية الحقوق الاقتصادية والاجتماعية والسياسية والفكرية واحتياجات العصر الحديث، وهذا هو الهدف من هذه الجامعة.
الجامعة الإسلامية العالمية هو مؤسسة فريدة من نوعها للتعليم العالي الذي يجمع بين البلدين موازية للتيارات الدينية وغيرها من نظم التعليم السائدة في العالم الإسلامي. ويوفر نظاما عالميا يقوم على المبادئ الإسلامية قادرة على الاستجابة لاحتياجات الحاضر ومتطلباته.

## الكليات
1. كلية اللغة العربية والحضارة الإسلامية
  1. قسم الأدب
  2. قسم اللغويات
2. الدراسات الإسلامية
  1. التفسير وعلوم القرآن
  2. الحديث وعلومه
  3. مقارنة الأديان
  4. الدعوة والثقافة الإسلامية
  5. العقيدة والفلسفة
  6. السيرة والتاريخ الإسلامي
3. الشريعة والقانون
  1. قسم القانون
  2. قسم الشريعة
4. العلوم الأساسية والتطبيقية
  1. علوم الكمبيوتر
  2. الرياضيات
  3. العلوم البيئية
5. الهندسة والتكنولوجيا
  1. قسم الهندسة الإلكترونية
6. اللغات والآداب والعلوم الإنسانية
  1. قسم اللغة الإنجليزية
  2. قسم الفارسية
  3. قسم الأوردو
7. العلوم الإدارية
  1. إدارة الأعمال
  2. إدارة التكنولوجيا
8. العلوم الاجتماعية
  1. علم التعليم
  2. السياسة والعلاقات الدولية
  3. التاريخ
  4. مركز لدراسات الإعلام والاتصالات
  5. علم الاجتماع
  6. علم النفس

## المعاهد
1- المعهد الدولي للاقتصاد الإسلامي
2- معهد البحوث الإسلامية

## المراكز
1- مركز «اقرأ» للتعليم الفني
2- مركز موارد المعلومات
3- مركز تكنولوجيا المعلومات
4- المركز الطبي

## أكاديميات
1- أكاديمية الدعوة

2- أكاديمية الشريعة الإسلامية

## المكتبات
1- المكتبة المركزية 
2- لينكولن 
3- مكتبة الدعوة

## وصلات خارجية
- الموقع الرسمي للجامعة